# 标名
標名，也称寓意名或标示名，指和身份或职业相符的姓名。標名不考慮因果關係，如為什麼姓名與職業相符，因此和姓名決定論的假设不同。。